# ポルディ・ペッツォーリ美術館
ポルディ・ペッツォーリ美術館 (Museo Poldi Pezzoli) は、イタリア・ミラノにある美術館である。

## 沿革
ミラノの貴族であった美術収集家ポルディ・ペッツォーリの私邸を美術館として公開している。建物はポルディ・ペッツォーリが亡くなった1879年に、コレクションとともにミラノ市に寄贈された。

## コレクション
絵画、ガラス工芸、陶磁器、日時計、刺繍作品、家具などを展示している。ピエロ・デル・ポッライオーロの『若い女性の肖像』やサンドロ・ボッティチェッリの『書物の聖母』は有名である。

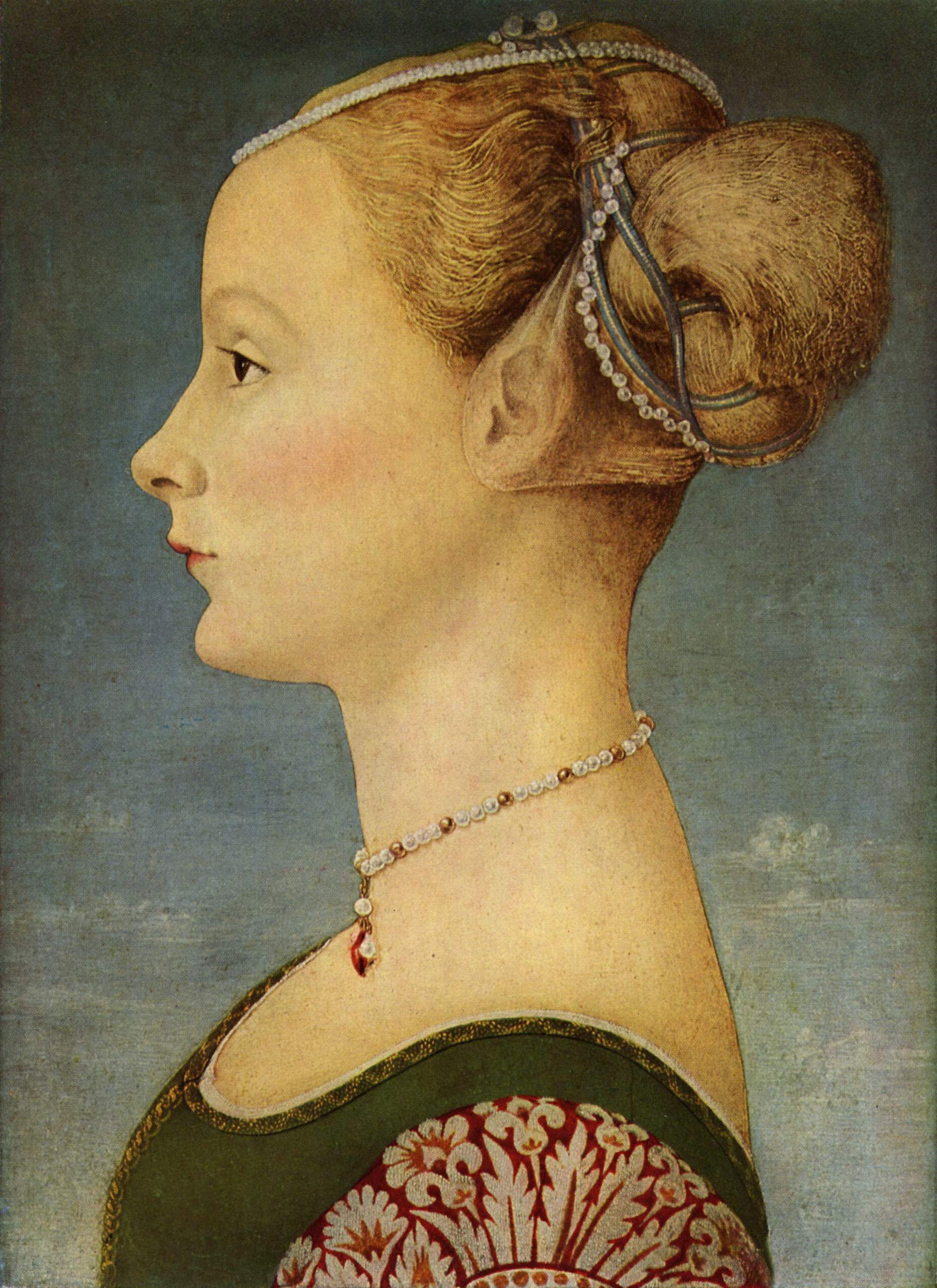
『若い女性の肖像』、ピエロ・デル・ポッライオーロ
『書物の聖母』、サンドロ・ボッティチェッリ
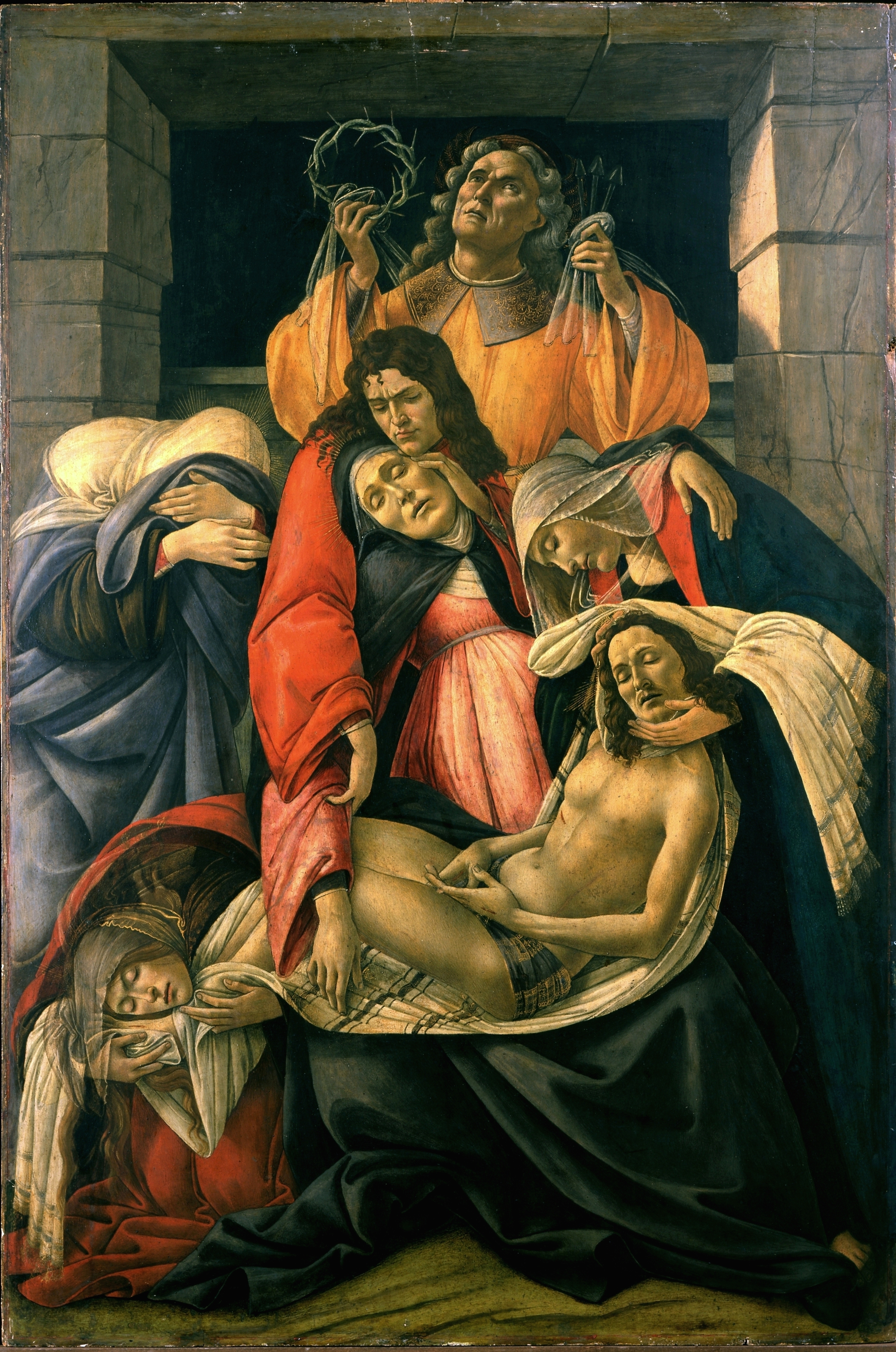
『キリストの哀悼』、サンドロ・ボッティチェッリ
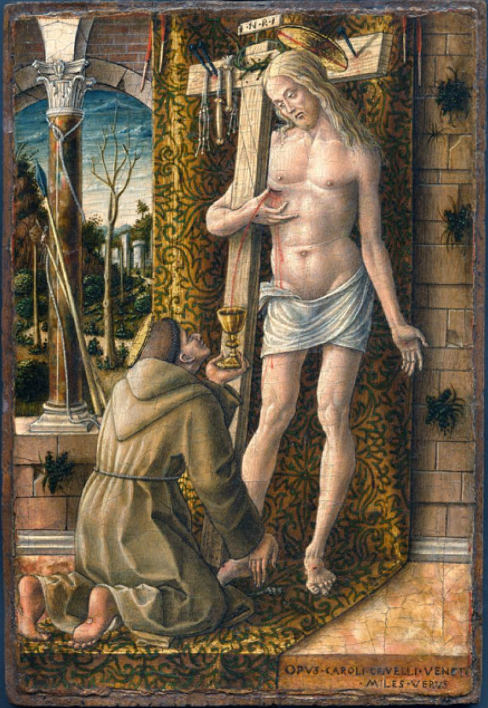
『キリストの血を受ける聖フランチェスコ』、カルロ・クリヴェッリ